# 2018–2019-es Európa-liga (selejtezők, bajnoki ág)
A 2018–2019-es Európa-liga selejtezőit öt fordulóban bonyolították le 2018. június 28. és augusztus 30. között. A bajnoki ágon azok a bajnokcsapatok vettek részt, amelyek kiestek az UEFA-bajnokok ligája selejtezőjének bajnoki ágáról. Összesen 35 csapat vett részt a bajnoki ágon, melyből 8 csapat jutott be a 48 csapatos csoportkörbe.

## Lebonyolítás
A bajnoki ág a következő fordulókat tartalmazta:
- 2. selejtezőkör (19 csapat): 19 csapat lépett be a körben (3 csapat a BL előselejtezőjéből, 16 csapat a BL 1. selejtezőkörébőle)
- 3. selejtezőkör (20 csapat): 10 csapat lépett be a körben (a BL 2. selejtezőkörének vesztesei), és 10 győztes a 2. selejtezőkörből.
- Rájátszás (16 csapat): : 6 csapat lépett be a körben (a BL 3. selejtezőkörének vesztesei), és 10 győztes a 3. selejtezőkörből.

A rájátszás 8 győztes csapata továbbjutott a csoportkörbe.
A mérkőzéseket oda-visszavágós rendszerben játszották. Mindkét csapat játszott egyszer pályaválasztóként. A két találkozó végén az összesítésben jobbnak bizonyuló csapat jutott tovább a következő körbe. Ha az összesítésnél az eredmény döntetlen volt, akkor az idegenben több gólt szerző csapat jutott tovább. Amennyiben az idegenben lőtt gólok száma is azonos volt, akkor 30 perces hosszabbítást játszottak a visszavágó rendes játékidejének lejárta után. Ha a 2x15 perces hosszabbításban gólt/gólokat szerzett mindkét együttes, és az összesített állás egyenlő volt, akkor a vendég csapat jutott tovább idegenben szerzett góllal/gólokkal. Gólnélküli hosszabbítás esetén büntetőpárbajra került sor.
A sorsolásoknál az UEFA-együtthatók alapján a csapatokat kiemelt és nem kiemelt csapatokra osztották. A kiemelt csapat egy nem kiemelt csapatot kapott ellenfélül. Ha a sorsoláskor a csapat kiléte nem ismert, akkor az adott párosításban a magasabb együtthatót vették alapul. A sorsolások előtt az UEFA csoportokat alakított ki, amelyeknek a lebonyolítás szempontjából nincs jelentősége. Azonos nemzetű együttesek, illetve politikai okok miatt, az UEFA által eldöntött esetekben nem voltak sorsolhatók egymással.

## Fordulók és időpontok
A selejtezők sorsolásait és mérkőzéseit az alábbi napokon rendezték. Valamennyi sorsolást Nyonban, Svájcban tartották.
| Forduló    | Sorsolás dátuma    | 1. mérkőzés            | 2. mérkőzés                  |
| ---------- | ------------------ | ---------------------- | ---------------------------- |
| 2. forduló | 2018. június 19.   | 2018. július 24–25.    | 2018. július 31–augusztus 1. |
| 3. forduló | 2018. július 23.   | 2018. augusztus 7–8.   | 2018. augusztus 14.          |
| Rájátszás  | 2018. augusztus 6. | 2018. augusztus 21–22. | 2018. augusztus 28–29.       |

## 2. selejtezőkör
A 2. selejtezőkör sorsolását 2018. június 19-én, 16 órakor tartották.

### 2. selejtezőkör, kiemelés
A 2. selejtezőkörben 18 csapat vett részt.
- Kiemelt csapatok: 15 csapat az UEFA-bajnokok ligája 1. selejtezőkörének veszteseként. 1 csapat játék nélküli kiemelést kapott és automatikusan a 3. selejtezőkörbe került, amelyet az 1. selejtezőkörének sorolása utána, egy külön sorsolással határoztak meg.
- Nem kiemelt csapatok: 3 csapat az UEFA-bajnokok ligája előselejtezőkörének kiesői

A csapatokat három csoportra osztották, amelyben öt csapat kiemelt és egy csapat nem kiemelt volt. Szerbia és Koszovó, valamint Bosznia-Hercegovina és Koszovó csapatai nem kerülhettek egy párosításba.
| Kiemelt csapat a 3. selejtezőkörbe (sorsolással) | 1. csoport                                                                          | 1. csoport         | 2. csoport                                                    | 2. csoport        | 3. csoport                                                                  | 3. csoport   |
| Kiemelt csapat a 3. selejtezőkörbe (sorsolással) | Kiemelt                                                                             | Nem kiemelt        | Kiemelt                                                       | Nem kiemelt       | Kiemelt                                                                     | Nem kiemelt  |
| ------------------------------------------------ | ----------------------------------------------------------------------------------- | ------------------ | ------------------------------------------------------------- | ----------------- | --------------------------------------------------------------------------- | ------------ |
| Cork City                                        | - Torpedo Kutaiszi - Víkingur Gøta - The New Saints - Valletta FC - Zrinjski Mostar | - Lincoln Red Imps | - Alashkert - Sutjeska Nikšić - Drita - Valur - F91 Dudelange | - FC Santa Coloma | - Crusaders - APÓEL - Olimpija Ljubljana - Spartaks Jūrmala - Flora Tallinn | - La Fiorita |

### 2. selejtezőkör, párosítások
| 1. csapat          | Össz.   | 2. csapat        | 1. mérk. | 2. mérk. |
| ------------------ | ------- | ---------------- | -------- | -------- |
| Cork City          | kiemelt |                  |          |          |
| The New Saints     | 3–2     | Lincoln Red Imps | 2–1      | 1–1      |
| Torpedo Kutaiszi   | 7–0     | Víkingur Gøta    | 3–0      | 4–0      |
| Zrinjski Mostar    | 3–2     | Valletta FC      | 1–1      | 2–1      |
| FC Santa Coloma    | 1–3     | Valur            | 1–0      | 0–3      |
| Sutjeska Nikšić    | 0–1     | Alashkert        | 0–1      | 0–0      |
| F91 Dudelange      | 3–2     | Drita            | 2–1      | 1–1      |
| Spartaks Jūrmala   | 9–0     | La Fiorita       | 6–0      | 3–0      |
| APÓEL              | 5–2     | Flora Tallinn    | 5–0      | 0–2      |
| Olimpija Ljubljana | 6–2     | Crusaders        | 5–1      | 1–1      |

### 2. selejtezőkör, mérkőzések
| 2018. július 26. 20:00 (19:00 BST) |

| The New Saints     | 2–1               | Lincoln Red Imps |
| ------------------ | ----------------- | ---------------- |
| Ebbe 6' Hudson 83' | (1–1) Jegyzőkönyv | Chipolina 31'    |

| Park Hall, Oswestry Játékvezető: Thorvaldur Árnason (izlandi) |

| 2018. augusztus 2. 19:00 |

| Lincoln Red Imps | 1–1               | The New Saints |
| ---------------- | ----------------- | -------------- |
| Romero 41'       | (1–0) Jegyzőkönyv | Ebbe 82'       |

| Victoria Stadion, Gibraltár Játékvezető: Petri Viljanen (finn) |

| 2018. július 26. 18:00 (20:00 GET) |

| Torpedo Kutaiszi                      | 3–0               | Víkingur Gøta |
| ------------------------------------- | ----------------- | ------------- |
| Kapanadze 27' Kimadze 73' Kutalia 84' | (1–0) Jegyzőkönyv |               |

| Ramaz Shengelia Stadium, Kutaiszi Játékvezető: Artyom Kuchin (kazak) |

| 2018. augusztus 2. 20:00 (19:00 WEST) |

| Víkingur Gøta | 0–4               | Torpedo Kutaiszi                                    |
| ------------- | ----------------- | --------------------------------------------------- |
|               | (0–2) Jegyzőkönyv | Lačný 11' Kobakhidze 24' Azatskiy 59' Kapanadze 81' |

| Svangaskarð, Toftir Játékvezető: Simon Lee Evans (walesi) |

| 2018. július 26. 19:00 |

| Zrinjski Mostar | 1–1               | Valletta FC    |
| --------------- | ----------------- | -------------- |
| Bilbija 51'     | (0–0) Jegyzőkönyv | Fontanella 90' |

| Stadion pod Bijelim Brijegom, Mostar Játékvezető: Neil Doyle (ír) |

| 2018. augusztus 2. 18:00 |

| Valletta FC | 1–2               | Zrinjski Mostar           |
| ----------- | ----------------- | ------------------------- |
| Borg 56'    | (0–1) Jegyzőkönyv | Barišić 31' Filipović 66' |

| Centenary Stadium, Ta’ Qali Játékvezető: Rade Obrenovič (szlovén) |

| 2018. július 26. 20:00 |

| FC Santa Coloma       | 1–0               | Valur |
| --------------------- | ----------------- | ----- |
| Eiríksson 72' (öngól) | (0–0) Jegyzőkönyv |       |

| Estadi Comunal d’Andorra la Vella, Andorra la Vella Játékvezető: Sebastian Colţescu (román) |

| 2018. augusztus 2. 22:00 (20:00 WET) |

| Valur                                       | 3–0               | FC Santa Coloma |
| ------------------------------------------- | ----------------- | --------------- |
| Lárusson 53' Eiríksson 63' Adolphsson 90+4' | (0–0) Jegyzőkönyv |                 |

| Hlíðarendi, Reykjavík Játékvezető: Irfan Peljto |

| 2018. július 26. 20:00 |

| Sutjeska Nikšić | 0–1               | Alashkert     |
| --------------- | ----------------- | ------------- |
|                 | (0–1) Jegyzőkönyv | Zeljković 11' |

| Gradski stadion, Nikšić Játékvezető: Alain Bieri (svájci) |

| 2018. augusztus 2. 17:00 (19:00 AMT) |

| Alashkert | 0–0         | Sutjeska Nikšić |
| --------- | ----------- | --------------- |
|           | Jegyzőkönyv |                 |

| Vazgen Sargsyan Republican Stadium, Jereván Játékvezető: Ivaylo Stoyanov (bolgár) |

| 2018. július 26. 18:30 |

| F91 Dudelange                   | 2–1   | Drita         |
| ------------------------------- | ----- | ------------- |
| Perez 66' Turpel 81' (11-esből) | (0–1) | Shabani 45+2' |

| Stade Jos Nosbaum, Dudelange Játékvezető: Leontios Trattou (ciprusi) |

| 2018. augusztus 2. 20:45 |

| Drita      | 1–1               | F91 Dudelange |
| ---------- | ----------------- | ------------- |
| Limani 26' | (1–0) Jegyzőkönyv | Stumpf 46'    |

| Olympic Stadium Adem Jashari, Mitrovica Játékvezető: Michael Tykgaard (dán) |

| 2018. július 26. 17:00 (18:00 EEST) |

| Spartaks Jūrmala                                              | 6–0               | La Fiorita |
| ------------------------------------------------------------- | ----------------- | ---------- |
| Kobzar 6' 26' Maleyev 20' I. Šlampe 64' Smith 66' Stuglis 73' | (3–0) Jegyzőkönyv |            |

| Slokas Stadium, Jūrmala Játékvezető: Vitali Meshkov (orosz) |

| 2018. augusztus 2. 20:45 |

| La Fiorita | 0–3               | Spartaks Jūrmala            |
| ---------- | ----------------- | --------------------------- |
|            | (0–2) Jegyzőkönyv | Smith 26' 65' Aguirre 45+2' |

| Stadio Tullo Morgagni, Forlì (Olaszország) Játékvezető: Alan Mario Sant (máltai) |

| 2018. július 26. 19:00 (20:00 EEST) |

| APÓEL                                                                 | 5–0               | Flora Tallinn |
| --------------------------------------------------------------------- | ----------------- | ------------- |
| Tavares 25' Souza 44' Morais 47' (11-esből) Sallai 73' Dellatorre 78' | (2–0) Jegyzőkönyv |               |

| GSZP Stadion, Nicosia Játékvezető: Marco Fritz (német) |

| 2018. augusztus 2. 18:00 (19:00 EEST) |

| Flora Tallinn     | 2–0               | APÓEL |
| ----------------- | ----------------- | ----- |
| Kams 32' Poom 37' | (2–0) Jegyzőkönyv |       |

| A. Le Coq Arena, Tallinn Játékvezető: Amaury Delerue (francia) |

| 2018. július 26. 20:00 |

| Olimpija Ljubljana                         | 5–1               | Crusaders    |
| ------------------------------------------ | ----------------- | ------------ |
| Boateng 30' 68' Črnic 56' 75' Kadrić 90+2' | (1–0) Jegyzőkönyv | Forsythe 73' |

| Stožice Stadion, Ljubljana Játékvezető: Enea Jorgji (albán) |

| 2018. augusztus 2. 21:00 (20:00 BST) |

| Crusaders   | 1–1               | Olimpija Ljubljana |
| ----------- | ----------------- | ------------------ |
| Heatley 41' | (1–1) Jegyzőkönyv | Kapun 15'          |

| Seaview, Belfast Játékvezető: Oliver Drachta (osztrák) |

## 3. selejtezőkör
A 3. selejtezőkör sorsolását 2018. július 23-án, 12:45-től tartották.

### 3. selejtezőkör, kiemelés
A 3. selejtezőkörben 20 csapat vett részt.
- Kiemelt csapatok: 10 csapat az UEFA-bajnokok ligája 2. selejtezőkörének veszteseként.
- Nem kiemelt csapatok: 10 csapat az Európa-liga bajnoki ág, 2. selejtezőkörének továbbjutói.

A csapatokat két csoportra osztották, amelyben öt csapat kiemelt és öt csapat nem kiemelt volt.
| 1. csoport                                                               | 1. csoport                                                                 | 2. csoport                                                                 | 2. csoport                                                                 |
| Kiemelt                                                                  | Nem kiemelt                                                                | Kiemelt                                                                    | Nem kiemelt                                                                |
| ------------------------------------------------------------------------ | -------------------------------------------------------------------------- | -------------------------------------------------------------------------- | -------------------------------------------------------------------------- |
| - Ludogorec Razgrad - Legia Warszawa - HJK - Sheriff Tiraspol - CFR Cluj | - Zrinjski Mostar - F91 Dudelange - Olimpija Ljubljana - Alashkert - Valur | - Rosenborg - Midtjylland - Kukësi - Hapóél Beér-Seva - Sūduva Marijampolė | - APÓEL - The New Saints - Torpedo Kutaiszi - Spartaks Jūrmala - Cork City |

### 3. selejtezőkör, párosítások
| 1. csapat          | Össz.      | 2. csapat          | 1. mérk. | 2. mérk. |
| ------------------ | ---------- | ------------------ | -------- | -------- |
| Ludogorec Razgrad  | 2–1        | Zrinjski Mostar    | 1–0      | 1–1      |
| Legia Warszawa     | 3–4        | F91 Dudelange      | 1–2      | 2–2      |
| Alashkert          | 0–7        | CFR Cluj           | 0–2      | 0–5      |
| Olimpija Ljubljana | 7–1        | HJK                | 3–0      | 4–1      |
| Sheriff Tiraspol   | 2–2 (i.g.) | Valur              | 1–0      | 1–2      |
| Cork City          | 0–5        | Rosenborg          | 0–2      | 0–3      |
| Spartaks Jūrmala   | 0–1        | Sūduva Marijampolė | 0–1      | 0–0      |
| The New Saints     | 1–5        | FC Midtjylland     | 0–2      | 1–3      |
| Hapóél Beér-Seva   | 3–5        | APÓEL              | 2–2      | 1–3      |
| Torpedo Kutaiszi   | 5–4        | Kukësi             | 5–2      | 0–2      |

### 3. selejtezőkör, mérkőzések
| 2018. augusztus 9. 19:00 (20:00 EEST) |

| Ludogorec Razgrad | 1–0               | Zrinjski Mostar |
| ----------------- | ----------------- | --------------- |
| Moți 16'          | (1–0) Jegyzőkönyv |                 |

| Ludogorets Arena, Razgrad Játékvezető: Vitali Meshkov (orosz) |

| 2018. augusztus 16. 19:00 |

| Zrinjski Mostar | 1–1               | Ludogorec Razgrad |
| --------------- | ----------------- | ----------------- |
| Bilbija 90+2'   | (0–1) Jegyzőkönyv | Keșerü 24'        |

| Stadion Pecara, Široki Brijeg Játékvezető: Bas Nijhuis (holland) |

| 2018. augusztus 9. 21:00 |

| Legia Warszawa | 1–2               | F91 Dudelange                       |
| -------------- | ----------------- | ----------------------------------- |
| Carlitos 27'   | (1–1) Jegyzőkönyv | Couturier 24' Turpel 61' (11-esből) |

| Lengyel Hadsereg Stadion, Varsó Játékvezető: Halis Özkahya (török) |

| 2018. augusztus 16. 20:00 |

| F91 Dudelange         | 2–2               | Legia Warszawa |
| --------------------- | ----------------- | -------------- |
| Stumpf 7' Stélvio 17' | (2–1) Jegyzőkönyv | Kanté 33' 86'  |

| Stade Josy Barthel, Luxembourg Játékvezető: Ivaylo Stoyanov (bolgár) |

| 2018. augusztus 9. 18:00 (20:00 AMT) |

| Alashkert | 0–2               | CFR Cluj                   |
| --------- | ----------------- | -------------------------- |
|           | (0–1) Jegyzőkönyv | Țucudean 5' 49' (11-esből) |

| Vazgen Sargsyan Republican Stadium, Jereván Játékvezető: Serhiy Boyko (ukrán) |

| 2018. augusztus 16. 19:30 (20:30 EEST) |

| CFR Cluj                                                     | 5–0               | Alashkert |
| ------------------------------------------------------------ | ----------------- | --------- |
| Culio 19' (11-esből) Omrani 45+1' 62' Hoban 58' Mailat 90+2' | (2–0) Jegyzőkönyv |           |

| Stadionul Dr. Constantin Rădulescu, Kolozsvár Játékvezető: Vilhjálmur Thórarinsson (izlandi) |

| 2018. augusztus 9. 20:00 |

| Olimpija Ljubljana                      | 3–0               | HJK |
| --------------------------------------- | ----------------- | --- |
| Abass 38' 58' Kronaveter 49' (11-esből) | (1–0) Jegyzőkönyv |     |

| Stožice Stadion, Ljubljana Játékvezető: Benoît Millot (francia) |

| 2018. augusztus 16. 18:00 (19:00 EEST) |

| HJK            | 1–4               | Olimpija Ljubljana                                                  |
| -------------- | ----------------- | ------------------------------------------------------------------- |
| Chrisantus 85' | (0–1) Jegyzőkönyv | Abass 20' Avramovski 72' Rafinha 75' (öngól) Brkić 90+2' (11-esből) |

| Telia 5G -areena, Helsinki Játékvezető: Ievgenii Aranovskyi (ukrán) |

| 2018. augusztus 9. 19:00 (20:00 EEST) |

| Sheriff Tiraspol | 1–0               | Valur |
| ---------------- | ----------------- | ----- |
| Badibanga 85'    | (0–0) Jegyzőkönyv |       |

| Sheriff Stadion, Tiraspol Játékvezető: Arnold Hunter (északír) |

| 2018. augusztus 16. 22:00 (20:00 WET) |

| Valur                            | 2–1               | Sheriff Tiraspol |
| -------------------------------- | ----------------- | ---------------- |
| Sigurðsson 40' Halldórsson 90+1' | (1–0) Jegyzőkönyv | Badibanga 68'    |

| Hlíðarendi, Reykjavík Játékvezető: Marco Fritz (német) |

| 2018. augusztus 9. 20:45 (19:45 IST) |

| Cork City | 0–2               | Rosenborg    |
| --------- | ----------------- | ------------ |
|           | (0–2) Jegyzőkönyv | Levi 22' 44' |

| Turners Cross, Cork Játékvezető: Petr Ardeleánu (cseh) |

| 2018. augusztus 16. 20:00 |

| Rosenborg                               | 3–0               | Cork City |
| --------------------------------------- | ----------------- | --------- |
| Šerbečić 26' Søderlund 34' Trondsen 58' | (2–0) Jegyzőkönyv |           |

| Lerkendal Stadion, Trondheim Játékvezető: Mads-Kristoffer Kristoffersen (dán) |

| 2018. augusztus 9. 18:00 (19:00 EEST) |

| Spartaks Jūrmala | 0–1               | Sūduva Marijampolė |
| ---------------- | ----------------- | ------------------ |
|                  | (0–0) Jegyzőkönyv | Finkler 52'        |

| Skonto stadion, Riga Játékvezető: Thorvaldur Árnason (izlandi) |

| 2018. augusztus 16. 19:00 (20:00 EEST) |

| Sūduva Marijampolė | 0–0         | Spartaks Jūrmala |
| ------------------ | ----------- | ---------------- |
|                    | Jegyzőkönyv |                  |

| Sūduva stadion, Marijampolė Játékvezető: Ole Hobber Nilsen (norvég) |

| 2018. augusztus 9. 20:45 (19:45 BST) |

| The New Saints | 0–2               | FC Midtjylland |
| -------------- | ----------------- | -------------- |
|                | (0–2) Jegyzőkönyv | Onuachu 9' 27' |

| Cardiff City Stadium, Cardiff Játékvezető: Peter Kralovič (szlovák) |

| 2018. augusztus 16. 19:00 |

| FC Midtjylland            | 3–1               | The New Saints |
| ------------------------- | ----------------- | -------------- |
| George 16' Okosun 62' 80' | (1–1) Jegyzőkönyv | Ebbe 22'       |

| MCH Arena, Herning Játékvezető: Irfan Peljto (Bosznia-hercegovinai) |

| 2018. augusztus 9. 19:00 (20:00 IDT) |

| Hapóél Beér-Seva     | 2–2               | APÓEL                     |
| -------------------- | ----------------- | ------------------------- |
| Ogu 42' Nwakaeme 70' | (1–2) Jegyzőkönyv | Morais 13' Dellatorre 28' |

| Turner Stadion, Beérseva Játékvezető: Aleksei Eskov (orosz) |

| 2018. augusztus 16. 19:00 (20:00 EEST) |

| APÓEL                    | 3–1               | Hapóél Beér-Seva |
| ------------------------ | ----------------- | ---------------- |
| Caju 64' Souza 79' 90+3' | (0–1) Jegyzőkönyv | Basat 19'        |

| GSZP Stadion, Nicosia Játékvezető: Mattias Gestranius (finn) |

| 2018. augusztus 9. 19:00 (21:00 GET) |

| Torpedo Kutaiszi                                       | 5–2               | Kukësi                         |
| ------------------------------------------------------ | ----------------- | ------------------------------ |
| Kukhianidze 2' 15' Marin 28' Kimadze 31' Kapanadze 86' | (4–1) Jegyzőkönyv | Harba 22' Plaku 88' (11-esből) |

| Mikheil Meskhi Stadium, Tbiliszi Játékvezető: Alan Mario Sant (máltai) |

| 2018. augusztus 16. 19:00 |

| Kukësi                                  | 2–0               | Torpedo Kutaiszi |
| --------------------------------------- | ----------------- | ---------------- |
| Reginaldo 29' (11-esből) 75' (11-esből) | (1–0) Jegyzőkönyv |                  |

| Elbasan Aréna, Elbasan Játékvezető: Alain Bieri (svájci) |

## Rájátszás
A rájátszás sorsolását 2018. augusztus 6-án, 13:30-tól tartották.

### Rájátszás, kiemelés
A rájátszásban 16 csapat vett részt.
- Kiemelt csapatok: 6 csapat az UEFA-bajnokok ligája 3. selejtezőkörének veszteseként.
- Nem kiemelt csapatok: 10 csapat az Európa-liga bajnoki ág, 3. selejtezőkörének továbbjutói.

A csapatokat két csoportra osztották, amelyben három csapat kiemelt és öt csapat nem kiemelt volt.
| 1. csoport                                  | 1. csoport                                                          | 2. csoport                    | 2. csoport                                                                                   |
| Kiemelt                                     | Nem kiemelt                                                         | Kiemelt                       | Nem kiemelt                                                                                  |
| ------------------------------------------- | ------------------------------------------------------------------- | ----------------------------- | -------------------------------------------------------------------------------------------- |
| - FK Skendija - Asztana FK - Spartak Trnava | - APÓEL - F91 Dudelange - Rosenborg - Olimpija Ljubljana - CFR Cluj | - Celtic - Qarabağ - Malmö FF | - Ludogorec Razgrad - Sheriff Tiraspol - Midtjylland - Torpedo Kutaiszi - Sūduva Marijampolė |

### Rájátszás, párosítások
| 1. csapat          | Össz.        | 2. csapat         | 1. mérk. | 2. mérk.   |
| ------------------ | ------------ | ----------------- | -------- | ---------- |
| Olimpija Ljubljana | 1–3          | Spartak Trnava    | 0–2      | 1–1        |
| APÓEL              | 1–1 (t. 1–2) | Asztana FK        | 1–0      | 0–1 (h.u.) |
| Rosenborg          | 5–1          | FK Skendija       | 3–1      | 2–0        |
| F91 Dudelange      | 5–2          | CFR Cluj          | 2–0      | 3–2        |
| Sūduva Marijampolė | 1–4          | Celtic            | 1–1      | 0–3        |
| Sheriff Tiraspol   | 1–3          | Qarabağ           | 1–0      | 0–3        |
| Malmö FF           | 4–2          | FC Midtjylland    | 2–2      | 2–0        |
| Torpedo Kutaiszi   | 0–5          | Ludogorec Razgrad | 0–1      | 0–4        |

### Rájátszás, mérkőzések
| 2018. augusztus 23. 20:00 |

| Olimpija Ljubljana | 0–2               | Spartak Trnava                        |
| ------------------ | ----------------- | ------------------------------------- |
|                    | (0–2) Jegyzőkönyv | Bakoš 23' (11-esből) Ilić 35' (öngól) |

| Stožice Stadion, Ljubljana Játékvezető: Craig Pawson (angol) |

| 2018. augusztus 30. 20:30 |

| Spartak Trnava | 1–1               | Olimpija Ljubljana |
| -------------- | ----------------- | ------------------ |
| Godál 12'      | (1–1) Jegyzőkönyv | Kapun 42'          |

| Štadión Antona Malatinského, Nagyszombat Játékvezető: Luca Banti (olasz) |

| 2018. augusztus 23. 19:00 (20:00 EEST) |

| APÓEL    | 1–0               | Asztana FK |
| -------- | ----------------- | ---------- |
| Caju 79' | (0–0) Jegyzőkönyv |            |

| GSZP Stadion, Nicosia Játékvezető: Daniel Siebert (német) |

| 2018. augusztus 30. 16:00 (20:00 ALMT) |

| Asztana FK                                 | 1–0 (h. u.)                 | APÓEL                                          |
| ------------------------------------------ | --------------------------- | ---------------------------------------------- |
| Pedro Henrique 16' (11-esből)              | (1–0, 1–0, 1–0) Jegyzőkönyv |                                                |
| Büntetőpárbaj                              |                             |                                                |
| Richard Almeida Aničić Henrique Beisebekov | 2–1                         | Nuno Morais De Vincenti Efrem Dellatorre Souza |

| Asztana Aréna, Asztana Játékvezető: Jakob Kehlet (dán) |

| 2018. augusztus 23. 20:45 |

| Rosenborg                        | 3–1               | FK Skendija       |
| -------------------------------- | ----------------- | ----------------- |
| Jebali 11' Bendtner 15' Levi 44' | (3–0) Jegyzőkönyv | Stênio Júnior 76' |

| Lerkendal Stadion, Trondheim Játékvezető: Orel Grinfeld (izraeli) |

| 2018. augusztus 30. 20:15 |

| FK Skendija | 0–2               | Rosenborg                   |
| ----------- | ----------------- | --------------------------- |
|             | (0–0) Jegyzőkönyv | Hovland 67' Reginiussen 84' |

| Philip II Arena, Szkopje Játékvezető: Aleksei Kulbakov (fehérorosz) |

| 2018. augusztus 23. 20:00 |

| F91 Dudelange         | 2–0               | CFR Cluj |
| --------------------- | ----------------- | -------- |
| Turpel 67' Sinani 80' | (0–0) Jegyzőkönyv |          |

| Stade Josy Barthel, Luxembourg Játékvezető: Andreas Ekberg (svéd) |

| 2018. augusztus 30. 19:00 (20:00 EEST) |

| CFR Cluj             | 2–3               | F91 Dudelange             |
| -------------------- | ----------------- | ------------------------- |
| Tambe 85' Omrani 88' | (0–0) Jegyzőkönyv | Sinani 51' 54' Turpel 78' |

| Stadionul Dr. Constantin Rădulescu, Kolozsvár Játékvezető: Davide Massa (olasz) |

| 2018. augusztus 23. 19:00 (20:00 EEST) |

| Sūduva Marijampolė | 1–1               | Celtic    |
| ------------------ | ----------------- | --------- |
| Verbickas 13'      | (1–1) Jegyzőkönyv | Ntcham 3' |

| Sūduva stadion, Marijampolė Játékvezető: Ivan Bebek (horvát) |

| 2018. augusztus 30. 21:00 (20:00 BST) |

| Celtic                              | 3–0               | Sūduva Marijampolė |
| ----------------------------------- | ----------------- | ------------------ |
| Griffiths 27' McGregor 53' Ajer 61' | (1–0) Jegyzőkönyv |                    |

| Celtic Park, Glasgow Játékvezető: Georgi Kabakov (bolgár) |

| 2018. augusztus 23. 19:00 (20:00 EEST) |

| Sheriff Tiraspol | 1–0               | Qarabağ |
| ---------------- | ----------------- | ------- |
| Kapić 8'         | (1–0) Jegyzőkönyv |         |

| Sheriff Stadion, Tiraspol Játékvezető: Harald Lechner (osztrák) |

| 2018. augusztus 30. 19:00 (21:00 AZT) |

| Qarabağ                             | 3–0               | Sheriff Tiraspol |
| ----------------------------------- | ----------------- | ---------------- |
| Medvedev 9' Guerrier 42' Ozobić 55' | (2–0) Jegyzőkönyv |                  |

| Tofik Bahramov Stadion, Baku Játékvezető: Alekszandar Sztavrev (macedón) |

| 2018. augusztus 23. 19:15 |

| Malmö FF                    | 2–2               | FC Midtjylland         |
| --------------------------- | ----------------- | ---------------------- |
| Rosenberg 12' Antonsson 25' | (2–0) Jegyzőkönyv | Wikheim 60' Okosun 77' |

| Swedbank Stadion, Malmö Játékvezető: Srđan Jovanović (szerb) |

| 2018. augusztus 30. 19:15 |

| FC Midtjylland | 0–2               | Malmö FF                    |
| -------------- | ----------------- | --------------------------- |
|                | (0–1) Jegyzőkönyv | Antonsson 32' Rosenberg 79' |

| MCH Arena, Herning Játékvezető: Serdar Gözübüyük (holland) |

| 2018. augusztus 23. 18:00 (20:00 GET) |

| Torpedo Kutaiszi | 0–1               | Ludogorec Razgrad |
| ---------------- | ----------------- | ----------------- |
|                  | (0–1) Jegyzőkönyv | Wanderson 45+1'   |

| Mikheil Meskhi Stadium, Tbiliszi Játékvezető: Hüseyin Göçek (török) |

| 2018. augusztus 30. 19:00 (20:00 EEST) |

| Ludogorec Razgrad                            | 4–0               | Torpedo Kutaiszi |
| -------------------------------------------- | ----------------- | ---------------- |
| Misidjan 6' Campanharo 38' 59' Wanderson 62' | (2–0) Jegyzőkönyv |                  |

| Ludogorets Arena, Razgrad Játékvezető: Mattias Gestranius (finn) |